# Poldervlak
Poldervlak is een wijk en industrieterrein in de Nederlandse stad Almere. De wijk is gelegen in het stadsdeel Almere Buiten.
Almere Stad · Almere Haven · Almere Buiten · Almere Hout · Almere Poort · Almere Pampus

Flevoland: Steden en dorpen      Nederland: Provincies · Gemeenten